# Desa Sidorejo (administrativ by i Indonesien, Jawa Timur, lat -8,50, long 114,26)
Desa Sidorejo är en administrativ by i Indonesien.   Den ligger i provinsen Jawa Timur, i den sydvästra delen av landet.